# Castilleja occidentalis
Castilleja occidentalis är en snyltrotsväxtart som beskrevs av John Torrey. Castilleja occidentalis ingår i släktet målarborstar, och familjen snyltrotsväxter. Inga underarter finns listade i Catalogue of Life.